# Klondike Fury
Klondike Fury ist ein US-amerikanisches Filmdrama von William K. Howard aus dem Jahr 1942. Das Drehbuch von Henry Blankfort geht zurück auf die Geschichte Klondike von Tristram Tupper. Nachdem Dr. John Mandre, verkörpert von Edmund Lowe, eine gewagte Operation durchgeführt hat, die jedoch nicht zum Erfolg führte, wird er seines Postens enthoben. Als er mit dem Flugzeug über den Klondike Fields unterwegs ist, stürzt es über Alaska ab. Lucile Fairbanks und Bill Henry sowie Ralph Morgan sind in tragenden Rollen besetzt. Der Film erhielt eine Oscarnominierung in der Kategorie „Beste Filmmusik“.
Die Verfilmung stellt ein Remake von Phil Rosens Film Klondike von 1932 dar.

## Handlung
Dr. John Mandre und Brad Rogers sind mit dem Flugzeug unterwegs. Als sie umgeleitet werden, geraten sie in einen Schneesturm, der die Triebwerke vereisen lässt, sodass das Flugzeug, kaum hat man die Klondike Fields passiert, nahe Moose Creeks abstürzt. Mandre kann sich noch aus dem Zentrum des Sturms vorwärtskämpfen, bevor er bewusstlos zusammenbricht. Gefunden wird er von dem Trapper Alaska, der ihn in die Handelsstation bringt, die Sam Armstrong und seinem Sohn Jim gehört. Der Arzt Dr. Brady kümmert sich um Mandre. Dabei geht sein Blick immer wieder zu Jim, der an einer Gehirnerkrankung leidet, die ihn langsam verkrüppeln lässt, was große Bitternis bei dem jungen Mann bewirkt.
Als John wieder zu sich kommt, erzählt ihm Peg Campbell, die für Sam arbeitet, dass sein Partner bei dem Absturz getötet worden sei. Da John während er schlief mehrfach den Namen Brad Rogers murmelte, nimmt Peg an, dass das sein Name sei. John verzichtet darauf, den Irrtum zu korrigieren. Man bedeutet ihm, dass er bis zum Frühling warten müsse, bis er aus dieser Region wegkomme, da die Schneemassen vorher nicht zu bewältigen seien. So freundet der Arzt sich mit Peg an, die ihm viel Zeit widmet, was von Jim, der in Peg verliebt ist, argwöhnisch beobachtet wird. Als er deswegen eines Tages sehr eifersüchtig reagiert, erfährt Peg in einem Gespräch mit Jim, dass er schon mehr als einmal über Selbstmord nachgedacht hat.
Nachdem John sich zunehmend erholt und seine Kopfwunde langsam heilt, versucht er Peg zu unterstützen, und erfährt, dass sie noch nie aus dieser Wildnis herausgekommen ist. Eines Tages berichtet er Peg mit einer gewissen Bitternis von seinem Leben in der Stadt, als sie Jims Hund Wolf kläglich heulen hören. Als sie hinlaufen, sehen sie, dass Wolfs Fuß in einer Falle steckt. John kümmert sich sofort um das Tier und versorgt es und beeindruckt Peg unbeabsichtigt mit seinen Fähigkeiten. Das führt dann auch dazu, dass Peg mehr über Johns Vergangenheit wissen will, auch da sie ihn im Schlaf hat schreien hören, er habe einen Mann getötet. Daraufhin gibt John mit einem gewissen Widerwillen zu, dass er Dr. John Mandre sei und bis vor kurzem als anerkannter Chef der Chirurgie in einem großen Krankenhaus gearbeitet habe. Er habe versucht seinem Freund Carl Langton, der an einer lebensgefährlichen Krankheit gelitten habe, durch eine riskante Operation zu helfen, da er davon überzeugt gewesen sei, das zu können. Kurz vor dem Operationstermin habe ihn der Klinikleiter Dr. Recksner zu sich gerufen und gebeten, von der OP abzusehen, da alle Spezialisten davon überzeugt seien, dass ein solcher Eingriff nur zum Tode führen könne. Er sei jedoch hartnäckig geblieben und habe weiter die Meinung vertreten, dass das nur daran liege, weil keiner bereit sei, das Risiko einer solchen Operation auf sich zu nehmen. Unterstützt worden sei er von Carls Frau Ray, allerdings sei Carls Mutter gegen den Eingriff gewesen. Carl habe die Operation selbst zwar überlebt, sei aber kurz darauf infolge Atemstillstands gestorben. Daraufhin habe ihn Carls Mutter verklagt. Während des Prozesses sei er dann auch noch fälschlicherweise beschuldigt worden, eine Affäre mit Ray zu haben. Man habe ihm als Motiv unterstellt, den Freund aus dem Weg habe räumen zu wollen. Man habe ihn zwar freigesprochen, sein Ruf sei jedoch zerstört und zudem habe ihn der Vorstand des Krankenhauses gezwungen, seinen Posten niederzulegen. Auch seine Privatpraxis habe er schließen müssen. Er habe dann mit seinem Freund Brad zusammen für den Alaska Luftfrachtdienst nach Wladiwostok fliegen wollen.
Obwohl Peg ihn drängt, wieder als Mediziner zu arbeiten, kann John sich nicht dazu durchringen, da er das Vertrauen in sich selbst verloren hat. Als Peg und John mit Skiern unterwegs zu Dr. Brady sind, kommt es zu einem Kuss zwischen ihnen. Nachdem Dr. Brady John zur Rettung von Wolfs Pfote gratuliert hat, komme die Ärzte auf Jims Krankheit zu sprechen. In einer medizinischen Zeitschrift sieht Brady kurz darauf ein Foto von John und weiß nun um dessen wahre Identität. In einem Gespräch gibt John Brady zu verstehen, dass er nach wie vor davon überzeugt sei, lähmende Gehirnwucherungen entfernen zu können, ohne dass der Patient das nicht überlebe. Brady wirkt auf John ein, sich Jims anzunehmen, was der Arzt jedoch ablehnt. Auch Jim lehnt eine solche OP ab, da er Angst hat, Peg in dem Moment zu verlieren, wenn er gesund ist. Als auch Jims Vater auf ihn einwirkt, wirft Jim John vor, sich unangemessen in sein Leben einzumischen, was ihn so mitnimmt, dass er bewusstlos zusammenbricht. John ändert daraufhin seine Meinung und führt die Gehirnoperation an Jim trotz der primitiven Bedingungen, unter denen er arbeiten muss, durch. Jim überlebt die OP und John und Peg können schon unmittelbar danach eine Verbesserung seines Zustandes feststellen, als er im Schlaf seinen zuvor bewegungsunfähigen rechten Arm bewegt. Peg umarmt John vor Freude, nicht ahnend dass Jim kurz aufgewacht ist. Nachdem ein Monat vergangen ist, scheint es so, als kämen die Beeinträchtigungen, unter denen Jim  zu leiden hatte, zurück. Peg, die sich inzwischen sicher ist, dass sie Jim liebt, bittet John inbrünstig, ihm zu helfen.
Als John eines Nachts allein ist, kommt Jim mit einer gezogenen Waffe zu ihm und verlangt, dass er einen Brief an Peg schreibe, in dem er behauptet, ihm, Jim, nicht helfen zu können. Danach solle er verschwinden. John erkennt in diesem Moment, dass Jim in Wahrheit geheilt ist, seine Krankheit aber dazu benutzen will, Peg an sich zu binden. Es kommt zu einer Aussprache zwischen den Männern, an deren Ende John Jim erklärt, dass Peg nur ihn allein liebe. Nun endlich ist Jim beruhigt und Freude macht sich in ihm breit. Einige Zeit später verlässt John zusammen mit Dr. Brady den Handelsposten und geht mit ihm in die Stadt, wo man ihn herzlich willkommen heißt, nachdem sein guter Ruf wieder hergestellt ist.

## Produktion

### Produktionsnotizen
Es handelt sich um eine Produktion von King Brothers Productions, die von Monogram Pictures verliehen wurde. Der Film, dem ein geschätztes Budget von $ 24.000 zur Verfügung stand, entstand innerhalb von siebeneinhalb Tagen, wobei die Dreharbeiten am 4. Februar 1942 begannen.

### Hintergrund
Die Hauptrolle des Arztes wurde sowohl Jack Holt als auch Ralph Bellamy und William Gargan angeboten mit der Gage, mit der sie normalerweise gelistet waren. Alle drei lehnten jedoch ab, da sie nicht mit Monogram Pictures in Verbindung gebracht werden wollten, einem Studio, das für B-Movies bekannt war.

## Rezeption

### Veröffentlichung
Premiere hatte Klondike Fury am 20. März 1942 in den Vereinigten Staaten. Am 3. Mai 1944 wurde der Film unter dem Titel Remedio heroico in Mexiko veröffentlicht und am 22. Mai 1944 unter dem Titel Dias de Tortura in Portugal. In den USA erfuhr er am 14. November 1948 eine Wiederaufführung.
Der Arbeitstitel des Films war Klondike Victory.

### Auszeichnung
Oscarverleihung 1943:
- Edward J. Kay nominiert in der Kategorie „Beste Filmmusik“ (Drama/Komödie)